# Miss Toy Town Diner
Das Blue Moon Diner (ehem. Miss Toy Town Diner) ist ein 1949 gebauter Diner in Gardner im Bundesstaat Massachusetts der Vereinigten Staaten. Es zählt zu den sogenannten „Barrel-Roof-Dinern“, da es über ein Tonnendach verfügt, und wurde am 4. Dezember 2003 im Rahmen der Multiple Property Submission Diners of Massachusetts MPS unter der Bezeichnung Miss Toy Town Diner in das National Register of Historic Places (NRHP) eingetragen.

## Beschreibung
Das heutige Blue Moon Diner wurde von der Worcester Lunch Car Company 1949 unter der Baunummer #815 als Miss Toy Town Diner gebaut und nach Winchendon ausgeliefert, bevor es 1954 an seinen heutigen Standort verbracht wurde. Es befindet sich im Geschäftszentrum der Stadt unmittelbar an der Massachusetts Route 88 in der Nähe des Rathauses. Es steht auf einem kleinen Grundstück und ist mit der schmalen Seite zur Straße hin ausgerichtet. Es wurde in Holzrahmenbauweise errichtet und verfügt über das für den Hersteller typische Tonnendach, das in diesem Fall mit Asphalt-Schindeln gedeckt ist und auf dem ein beleuchtetes Schild auf das Diner hinweist. Es ist außen mit gelber Email verkleidet, die Akzente und Beschriftung in blauer Farbe aufweist.
Der Haupteingang an der zur Straße zeigenden Westseite ist mit einem Vordach versehen. Das freistehende Schild an der Längsseite des Diners stammt aus den 1970er Jahren und wurde als nicht zur historischen Bedeutung beitragend (noncontributing object) eingestuft. Die Außenwände wurden Mitte der 1980er Jahre unter der Aufsicht des Diner-Historikers Richard Gutman restauriert. An der ostwärts gelegenen Rückseite des Diners befindet sich ein einstöckiger Anbau mit Flachdach, der über einen Durchgang zu erreichen ist und in dem sich weitere Sitzplätze sowie die Toiletten befinden.
Im Inneren erstreckt sich über die gesamte Länge des Wagens eine Marmortheke, an der 14 mit PVC bezogene Barhocker aufgestellt sind. Entlang der Längsseite sind Sitzplätze mit Holztischen aneinandergereiht, deren Oberfläche aus cremefarbenem Laminat mit blauen Rändern und stählernen Kanten besteht. Das Farbschema im Inneren besteht aus Blau und Creme mit schwarzen Kacheln und Stahlakzenten, wie es unter anderem an der Theke, auf dem Boden und an den Wänden unterhalb der Fenster zu sehen ist.

## Historische Bedeutung
Das Blue Moon Diner ist ein gut erhaltenes Beispiel für das typische, von Hand gefertigte Barrel-Roof-Diner der Worcester Lunch Cart Company nach dem Zweiten Weltkrieg. Es wurde zunächst als Miss Toy Town Diner in Winchendon betrieben, bevor Arthur L. Bernier das Diner 1954 für 22.000 US-Dollar (heute ca. 222.000 Dollar) kaufte, und an seinen neuen Standort in Gardner bringen ließ. Dort ersetzte es als Bernier’s Diner das dort bis dahin stehende Blue Moon Diner und wurde von Bernier bis 1960 betrieben, der es in diesem Jahr jedoch aufgrund gesundheitlicher Schwierigkeiten seiner Ehefrau aufgeben musste. Anschließend stand es jahrelang leer und wechselte zwischen 1976 und 1983 dreimal den Eigentümer.
1984 erwarb Dennis „Skip“ Scipione, Veteran des Fitchburg Police Department, das Diner, änderte den Namen in Skip’s Blue Moon Diner und restaurierte den Restaurantwagen mit der Unterstützung und Anleitung des Diner-Experten Richard Gutman. Der Autor Will Anderson nahm das Diner 1989 in sein Buch New England Roadside Delights auf, und 1992 diente es als Kulisse im Film Der Außenseiter. Im Jahr 2000 kaufte der heutige Eigentümer das Diner und änderte den Namen zurück in Blue Moon Diner.
Das Blue Moon Diner ist heute das letzte Diner in Gardner, das auf eine Diner-Geschichte bis in das Jahr 1909 zurückblickt und wo in den 1920er Jahren noch fünf Diner betrieben wurden. Zum Zeitpunkt der Eröffnung des Diners 1954 war es eines von noch drei Dinern in der Stadt. Architektonisch weist es große Ähnlichkeiten mit dem Miss Worcester Diner (Baunummer #812) auf.